# 高橋和の助
高橋 和の助（たかはし わのすけ）は、日本の児童書作家、コミュニケーションコンサルタント、ワークショップデザイナー (青山学院大学社会情報学部WDTP修了) 。
岩手県盛岡市出身。

## 人物
広告代理店（アサツー ディ・ケイ）時代に新渡戸稲造著『武士道』をもとに、キャラクターなどを使用し楽しみながら道徳を学べるコンテンツ「こども武士道」を開発。2009年、キッズデザイン賞受賞。十和田市立新渡戸記念館をはじめ各地で「こども武士道ワークショプ」を展開。
2010年、講談社より児童書『こども武士道 大切な教えの巻』を発刊。翌年、続編となる『こども武士道 今日から実践の巻』を刊行。2012年、アサツー ディ・ケイを退職し教育事業に進出、”安心と学びをひとつにした理想的な放課後”をかたちにした「いおぎみんなの学校」（杉並区・アフタースクール、カルチャースクール）を開校。

## 主な作品
- 『こども武士道 大切な教えの巻』大垣友紀惠（絵）、講談社、2010年。ISBN 9784062163576。
- 『こども武士道 今日から実践の巻』大垣友紀惠（絵）、講談社、2011年。ISBN 9784062169059。